# Cantó de Selongey
El cantó de Selongey és un cantó francès del departament de Costa d'Or, situat al districte de Dijon. Té 8 municipis i el cap és Selongey.

## Municipis
- Boussenois
- Chazeuil
- Foncegrive
- Orville
- Sacquenay
- Selongey
- Vernois-lès-Vesvres
- Véronnes

## Història
| Data d'elecció                           | Identitat           | Partit           | Qualitat |
| ---------------------------------------- | ------------------- | ---------------- | -------- |
| 1945-1949                                | Léon-François Louet |                  |          |
| 1949-1967                                | Jean Semprey        | Divers droite    |          |
| 1967-1985                                | Frédéric Lescure    | UDF-CDS          |          |
| 1985-2011                                | Paul Taillandier    | UDF, després UMP |          |
| 2011-                                    | Gérard Leguay       | Divers gauche    |          |
| les dades anteriors no són pas conegudes |                     |                  |          |
|                                          |                     |                  |          |

## Demografia
| A partir de 1990: Població sense dobles comptes |